# (541088) 2018 QW6
(541088) 2018 QW6 es un asteroide perteneciente al cinturón de asteroides descubierto el 8 de octubre de 2007 por el equipo del Catalina Sky Survey desde el Catalina Sky Survey, Arizona, Estados Unidos.

## Designación y nombre
Designado provisionalmente como 2018 QW6.

## Características orbitales
2018 QW6 está situado a una distancia media del Sol de 3,144 ua, pudiendo alejarse hasta 3,721 ua y acercarse hasta 2,568 ua. Su excentricidad es 0,183 y la inclinación orbital 24,43 grados. Emplea 2037,07 días en completar una órbita alrededor del Sol.

## Características físicas
La magnitud absoluta de 2018 QW6 es 16,2. 